# مونوآمونیوم گلوتامات
مونوآمونیوم گلوتامات (به انگلیسی: Monoammonium glutamate) یک ترکیب شیمیایی با شناسه پاب‌کم ۲۴۲۰۰ است. 